# ОШ „Ђура Јакшић” Ћуприја
ОШ „Ђура Јакшић” је основна школа у Ћуприји, у улици Карађорђева број 46.